# Rui Tanabe
Rui Tanabe (田辺 留依 Tanabe Rui; Tokio, 23 de mayo de 1997), es una seiyū y bailarina japonesa. Participó en series como Ryūgajō Nanana no Maizōkin, Ai Tenchi Muyō!, Isshūkan Friends y Jewelpet Magical Change, entre otras. Está afiliada a Style Cube.

## Roles interpretados

### Series de Anime
2013
- Golden Time como Meiko (ep 18).
- Kitakubu Katsudō Kiroku como Ai Furuhashi.
- Nagi no Asukara como Sanae Ukita (eps 1, 4, 6).

2014
- Ai Tenchi Muyō! como Rui Aoi.
- Isshūkan Friends como Ai Nishimura.
- Mahōka Kōkō no Rettōsei como Chiaki Hirakawa.
- Ryūgajō Nanana no Maizōkin como Nanana Ryūgajō.
- Wizard Barristers: Benmashi Cecil como Cecil Sudō.

2015
- Gakusen Toshi Asterisk como Yanon Kujizuka (ep 10).
- Jewelpet Magical Change como Laura Fukuōji.
- Saenai Heroine no Sodatekata como Echika Mizuhara (ep 12).
- Venus Project: Climax como Mizuki Sarashina.

2016
- Gakusen Toshi Asterisk 2 como Yanon Kujizuka.
- Hai-Furi como Kayoko Himeji.
- Soul Buster como Zhou Yu (Shū Yu).
- To be Hero como Príncipe.

### Especiales
2014
- Ryūgajō Nanana no Maizōkin Specials como Nanana Ryūgajō.

### OVAs
2014
- Ikki Tōusen: Extravaganza Epoch como Mitsuyoshi Yagyū.

2016
- Tenchi Muyou! Ryououki 4th Season como Ringo Tatsuki.

### Videojuegos
- Fairy Fencer F como Mariano.
- Omega Quintet como Kyōka.
- Trillion: God of Destruction como Fegor.
- Saint Seiya Awakening como Pandora.
- Project Sekai: Colorful Stage como Mafuyu Asahina
- Blue Archive como Juri Ushimaki

## Música
- Interpretó el cuarto ending Katayaburi Science (型破りサイエンス) de la serie Ai Tenchi Muyō! junto con Azusa Satō. Además, junto con ella y con Yō Taichi participó también del sexto ending Trouble Girls (トラブルガールズ).[5]
- Cantó el ending Blue Topaz de la serie Wizard Barristers: Benmashi Cecil.[6][7]

## Trabajos en producción
Participó en las coreografías de las series:
- Suisei no Gargantia.
- Sekai de Ichiban Tsuyoku Naritai!.